# Utazás Jakabbal
Az Utazás Jakabbal 1972-ben bemutatott színes, road-movie jellegű magyar filmszatíra, Gábor Pál rendezésében.

## Történet
István büszkeségből elutasítja apja protekcióját, így egyetem helyett dolgozni megy érettségi után. Társával, Jakabbal az állam pénzén egész nap vonaton utazik, hogy ellenőrizzék az ország különböző pontjain a tűzoltókészülékeket. Eleinte szórakoztató az állandó csavargás és a lányok, kaland kalandot követ, de lassan a céltalanság elveszi a dolgok értelmét, még ez a nagy tartalom nélküli szabadság is nyűggé válik.

## Szereplők
- Huszti Péter – Fényes István
- Ion Bog (hangja: Bujtor István) – Jakab
- Szendrő Iván – Lépes Feri
- Szabó Éva – Kata
- Andai Györgyi – Emese
- Bodnár Erika – Eszter
- Bánsági Ildikó – Ildikó
- Moór Marianna – Juli
- Borbás Gabi
- Lázár Kati
- Hegedűs Ágnes – Lépes anyja
- Vörös Eszter
- Gyenge Árpád – kántor
- Körmendi János – főnök
- Paláncz Ferenc – Lajos, a csapos
- Ambrus András
- Kollár Béla – férj
- Bángyörgyi Károly
- Miklósy György – szobatulajdonos
- Bódis Irén
- Bod Teréz
- Nagy István
- Csók István
- Petényi Ilona
- Sarlai Imre – vizsgázó
- Simon Géza
- Izsóf Vilmos
- Téri Árpád – a vizsgabizottság elnöke
- Császár István – utas a vonaton